# Локалитет Кмпије
Локалитет Кмпије – Велике ливаде код Бора је археолошко налазиште које се налази на простору насеља Петар Кочић, које је познато под старим називом Кмпије.
Налазиште се простире на уздигнутом и стрмом потезу која се нагло спушта ка мањем извору. Сондажна испитивања изведена су у периоду 2004 — 2005. године с циљем да се утврди карактер праисторијског насеља чији су покретни налази јако добро уочљиви на површини терена. Откривени су остаци насеља, делови кућа са великом количином покретних налаза: керамичке посуде различитих типова, предмети од бакра, камено оруђе, фигурине од печене земље у антропоморфном и зооморфном облику. 
Насеље је датовано у период енеолита, а припада културним групама Бубањ-Салкуца-Криводол и Коцофени. Откривени су и налази који указују на континуирану металуршку активност, као што су шљака и делови посуда са траговима прераде метала. Посебан значај налазишта огледа се у чињеници да представља дефинисано насеље металуршког карактера на територији брдовито-планинске области између Дунава и Црног Тимока чији су становници живели 4000 — 3000. године пре нове ере.